# Martina Kadmon
Martina Kadmon (* 1961 in Deutschland) ist eine deutsche Chirurgin und Hochschullehrerin. Seit 2022 ist sie Dekanin der Medizinischen Fakultät der Universität Augsburg und war seit 2017 deren Gründungsdekanin. Darüber hinaus ist sie Mitglied des Vorstands des Universitätsklinikums Augsburg sowie Präsidentin des Medizinischen Fakultätentages.

## Werdegang und berufliche Stationen
Martina Kadmon studierte von 1982 bis 1988 Humanmedizin an der Ruprecht-Karls-Universität Heidelberg und promovierte 1995 im Fach Anatomie. Ihre Weiterbildung zur Fachärztin für Allgemeinchirurgie absolvierte sie von 1988 bis 1990 am Kreiskrankenhaus Bad Bergzabern und von 1990 bis 1996 an der Chirurgischen Universitätsklinik Heidelberg. Von 1998 bis 2014 war sie Oberärztin im Fach Chirurgie an der Chirurgischen Universitätsklinik Heidelberg und am St. Josefskrankenhaus Heidelberg, akademisches Lehrkrankenhaus der Universität Heidelberg.
2008 erwarb sie einen Master of Medical Education (MME) an der Universität Bern und habilitierte sich 2010 mit einer Arbeit über familiäre adenomatöse Polyposis coli (FAP). Ihre klinischen Schwerpunkte umfassen hereditäre Darmkrebserkrankungen und chronisch-entzündliche Darmerkrankungen.
Von 2014 bis 2017 war Kadmon Professorin für Medizinische Ausbildung und Ausbildungsforschung an der Carl von Ossietzky Universität Oldenburg. Dort wurde sie 2015 Studiendekanin und 2016 kommissarische Dekanin der Fakultät für Medizin und Gesundheitswissenschaften.
Im Mai 2017 wurde sie als Gründungsdekanin an die neu gegründete Medizinische Fakultät der Universität Augsburg berufen. In dieser Funktion verantwortete sie den Aufbau der Medizinischen Fakultät, die Entwicklung und Implementierung des Modellstudiengangs Humanmedizin sowie den Aufbau der Forschung und des neu entstehenden Medizincampus. 2022 wurde sie für eine weitere Amtszeit als hauptamtliche Dekanin gewählt.

## Forschung und Engagement
Kadmons wissenschaftliche Arbeit konzentriert sich auf die medizinische Ausbildungsforschung, das Qualitätsmanagement in der Lehre und Fakultätsentwicklung sowie auf die Entwicklung von Auswahlverfahren für Medizinstudierende. Sie war maßgeblich an der Wiedereinführung des Tests für Medizinische Studiengänge (TMS) beteiligt und hat in Heidelberg die Qualitätssicherung im Reformstudiengang HeiCuMed mitgestaltet.
International engagiert sie sich in EU-Projekten zur Fakultätsentwicklung und ist als Gutachterin für Akkreditierungsverfahren medizinischer Fakultäten tätig. 2020 wurde sie zur Vizepräsidentin, 2025 zur Präsidentin des Medizinischen Fakultätentages (MFT) gewählt.

## Privates
Martina Kadmon ist Mutter einer Tochter. Sie setzt sich für die Vereinbarkeit von Familie und Beruf und für Frauen in Führungspositionen in akademischen Einrichtungen ein.

## Publikationen

### Monografien
- Morphogenese von Peroxisomen in normalen und neoplastischen Zirkumanaldrüsen des Hundes. Dissertation, Universität Heidelberg, 1993.

### Online-Publikationen (Auswahl)
- Martina Kadmon et al.: Duodenal adenomatosis in familial adenomatous polyposis coli. In: International Journal of Colorectal Disease, 2001, doi:10.1007/s003840100290.
- Hans-Peter Wüllenweber et al.: Evaluation of bethesda guidelines in relation to microsatellite instability. In: Diseases of the Colon & Rectum, 2001, doi:10.1007/BF02234785.
- Marco Roos et al.: Developing medical educators – a mixed method evaluation of a teaching education program. In: Medical Education Online, 2014, doi:10.3402/meo.v19.23868.
- Martina Kadmon et al.: Medical and Surgical Conditions for the Treatment of Malabsorption. In: Visceral Medicine, 2014, doi:10.1159/000365160.
- Christoph Nikendei et al.: Heidelberg standard examination and procedures – Development of faculty-wide standards. In: GMS Zeitschrift für Medizinische Ausbildung, 2016, doi:10.3205/zma001053.
- Martina Kadmon et al.: Postgraduate Medical Education – an increasingly important focus of study and innovation. In: GMS Journal for Medical Education, 2018, doi:10.3205/zma001147.
- Petra Ganschow et al.: Risk Factors Associated With Pouch Adenomas in Patients With Familial Adenomatous Polyposis. In: Diseases of the Colon & Rectum, 2018, doi:10.1097/DCR.0000000000001157.
- Pascal O. Berberat et al.: Entrustable Professional Activities in final year undergraduate medical training. In: GMS Journal for Medical Education, 2019, doi:10.3205/zma001278.
- Sophie Fürstenberg et al.: Assessing clinical reasoning in undergraduate medical students during history taking. In: BMC Medical Education, 2020, doi:10.1186/s12909-020-02260-9.
- Julia Gärtner et al.: Implicit expression of uncertainty – suggestion of an empirically derived framework. In: BMC Medical Education, 2020, doi:10.1186/s12909-020-1990-3.
- Sarah Prediger et al.: Validation of a competence-based assessment of medical students’ performance. In: BMC Medical Education, 2020, doi:10.1186/s12909-019-1919-x.
- Thomas Rotthoff et al.: It does not have to be either or! Assessing competence in medicine. In: Advances in Health Sciences Education, 2021, doi:10.1007/s10459-021-10043-0.
- Julia Gärtner et al.: Frequency of medical students' language expressing implicit uncertainty. In: International Journal of Medical Education, 2022, doi:10.5116/ijme.61e6.cde0.
- Dorothee Amelung et al.: Considering vocational training as selection criterion for medical students. In: Advances in Health Sciences Education, 2022, doi:10.1007/s10459-022-10120-y.
- Daniel Weppert et al.: The impact of preparatory activities on the largest clinical aptitude test. In: Frontiers in Education, 2023, doi:10.3389/feduc.2023.1104464.
- Giulia Zerbini et al.: Communication skills of medical students – Evaluation of a new communication curriculum. In: GMS Journal for Medical Education, 2024, doi:10.3205/zma001681.
- Simon M. Breil et al.: Physicians' Social Skills – Conceptualization, Taxonomy, and Behavioral Assessment. In: Perspectives on Medical Education, 2024, doi:10.5334/pme.1171.